# مارتا كالامونتي
مارتا كالامونتي ماركيز (من مواليد 30 يوليو 1982) هي لاعبة جمباز إيقاعي ومدربة إسبانية، ولدت في ميريدا. شاركت في دورة الألعاب الأولمبية الصيفية 2000 في سيدني.
كانت بطلة العالم في 3 شرائط و2 حلقات في بطولة العالم في إشبيلية عام 1998، بالإضافة إلى تحقيق العديد من الميداليات مع فريق الجمباز الإيقاعي الوطني الإسباني ، منها الميدالية الفضية في بطولة العالم و العديد من الميداليات في بطولة أوروبا.

## مسيرتها الرياضية

### البدايات
ولدت في ميريدا في 30 يوليو 1982، وبدأت ممارسة الجمباز الإيقاعي في السابعة من عمرها، وانضمت إلى فرقة جمباز ميريدا. في هذه المرحلة تم تدريبها على يد إيلي إيسيدورو وفيرناندو مولينا ألين. في عام 1994 حصلت على المركز الثاني في بطولة الاطفال الإسبانية، بعد عامين حصلت على المركز الثاني في بطولة الناشئين الإسبانية في عام 1996. وفي هذه البطولة لم تشارك في نهائيات الأجهزة لأنها اضطرت للخضوع لعملية جراحية طارئة لاستئصال الزائدة الدودية. وفي عام ذاته أيضًا شاركت مع المنتخب الإسباني للناشئين، حصلت على المركز الخامس في بطولة تيايس الدولية والمركز الخامس عشر في بطولة أوروبا التي أقيمت في أسكر/أوسلو. وكان فريق الناشئين يتكون من مارتا، وآنا ديل تورو، وكارولينا مالشير، وكارولينا مونتيس، وبياتريس نوغاليس، وكارمينا فيردو، وبدلاء بلانكا لوبيز بيلدا وتانيا باتشيكو. في يناير 1997 انضمت إلى الفريق الأول للمنتخب الوطني الإسباني للجمباز الإيقاعي.